# 한스 리퍼세이

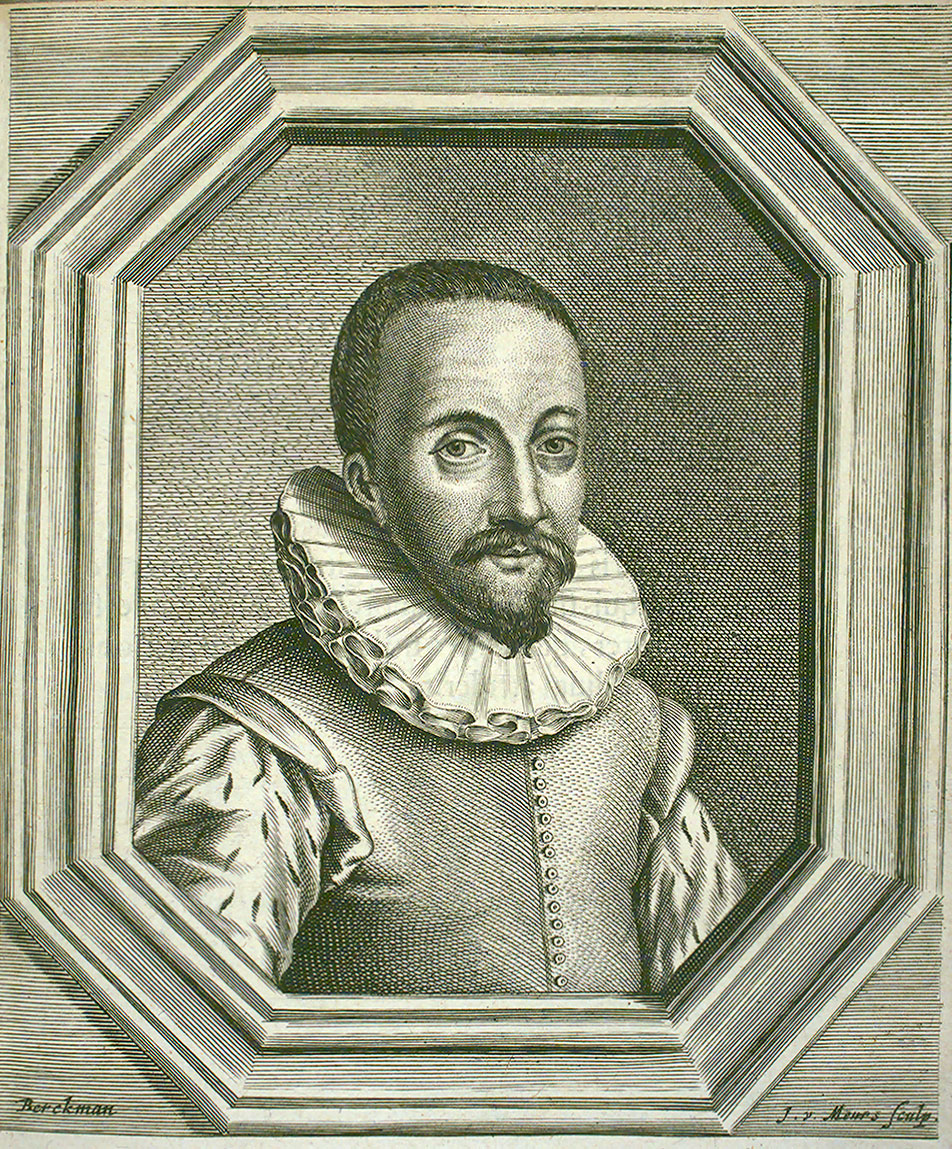

한스 리퍼세이(Hans Lippershey,1570~1619)는 1608년 네덜란드의 안경 기술자이자 제조업자이며, 우연히 볼록렌즈와 오목렌즈 둘을 겹쳐서 먼 곳의 물체를 보았을 때 아주 가깝게 보인다는 사실을 발견했다. 리퍼세이가 만든 망원경은 보고자 하는 물체를 향한 대물렌즈에는 볼록렌즈를, 눈에 가까운 접안렌즈에는 오목렌즈를 사용한 굴절망원경이었다. 곧이어 1609년 이탈리아의 갈릴레이가 역시 한개의 볼록렌즈와 한개의 오목렌즈를 사용하여 천체 관측을 목적으로 망원경을 제작하였으며, 그가 제작한 망원경(배율 14 - 20배)으로 천체를 관찰, 1610년 목성의 4개 위성을 발견하였다. 또한 금성의 삭망 현상을 관찰하였고, 달표면의 모습을 스케치하였다. 토성의 고리 등을 처음으로 발견하였으며, 또한 은하수가 많은 별들로 이루어져 있다는 것을 확인하는 등 천문학상 지대한 공헌을 했다.

## 망원경의 최초 특허 출원
1608년 10월 2일 네덜란드 의회에서는 양쪽에 두 개의 렌즈가 부착된 금속통을 놓고 청문회가 열렸다. 남부 미델뷔르흐 출신의 안경 제작자 한스 리페르셰이(Hans Lippershey)가 만든 '아주 멀리 있는 것들을 가까이 볼 수 있는 기구', 즉 망원경에 대한 특허권 심사였다. 리페르셰이는 망원경을 30년 동안 독점적으로 생산할 수 있는 특허권을 요구했다. 그러나 보름 뒤인 10월 17일 야코프 메티우스란 사람이 이와 유사한 기구를 가지고 의회에 나타나 특허를 요구하는 일이 벌어졌다. 뒤이어 여기저기서 이 새로운 기구의 개발 소식이 들렸다. 결국 리페르셰이의 발명품은 너무 잘 알려졌다는 이유로 특허권을 거절당했다.
비록 특허를 얻지 못했지만 리페르셰이는 최초로 망원경을 발명한 사람으로 인정 받는다. 두 눈으로 볼 수 있는 쌍안경도 리페르셰이가 처음 만들었다. 200년이 지나야 제대로 된 쌍안경이 제작된 것을 감안하면 대단히 앞선 발명이다.